# Rhinosimus simplex
Rhinosimus simplex is een keversoort uit de familie platsnuitkevers (Salpingidae). De wetenschappelijke naam van de soort werd in 1883 gepubliceerd door Thomas Broun.